# 135th Street (linea IND Eighth Avenue)
135th Street è una fermata della metropolitana di New York situata sulla linea IND Eighth Avenue. Nel 2019 è stata utilizzata da 1 743 921 passeggeri. È servita dalla linea C sempre tranne di notte, dalla linea B durante i giorni feriali esclusa la notte, e dalla linea A solo di notte.

## Storia
La stazione fu aperta il 10 settembre 1932.

## Strutture e impianti
La stazione è sotterranea, ha due banchine laterali e sei binari, i due più esterni sono usati dai treni locali, i due più interni da quelli espressi e gli altri due sono binari di sosta. È posta al di sotto di St. Nicholas Avenue e non ha un mezzanino, ognuna delle due banchine ospita infatti due gruppi di tornelli, quello nord ha uscite all'incrocio con 137th Street, mentre quello sud ha uscite all'incrocio con 135th Street.

## Interscambi
La stazione è servita da alcune autolinee gestite da NYCT Bus.
- Fermata autobus